# 오이소박이
오이소박이는 김치의 일종으로, 오이로 만들어진 김치를 부르는 말이다.